# Robbie Keane
Robert David „Robbie“ Keane (* 8. Juli 1980 in Tallaght, Dublin) ist ein ehemaliger irischer Fußballspieler. Als Stürmer, den gleichsam Fähigkeiten als Torjäger sowie etwas zurückhängend in der Spielgestaltung auszeichneten, hält er in der irischen Nationalmannschaft die Rekorde als Spieler mit den meisten Treffern (68 Tore) und den meisten Einsätzen (146). Seine bekannteste Station im Vereinsfußball war Tottenham Hotspur (2002 bis 2008 und 2009 bis 2011). Nach seiner aktiven Karriere wechselte er in den Trainerstab der irischen Nationalmannschaft.

## Vereinskarriere

### Karrierebeginn: Wolverhampton Wanderers (1997–1999)
Robbie Keane lernte das Fußballspielen, als er während seiner Schulzeit beim Dubliner Verein Crumlin United spielte. Schon früh wurde das Talent des jungen Stürmers erkannt und er bekam Angebote von den Wolverhampton Wanderers und seinem späteren Profiklub FC Liverpool. Keane entschied sich allerdings zunächst gegen Liverpool, da er sich bei Wolverhampton in der First Division eine bessere Chance auf Einsätze in der ersten Mannschaft ausrechnete. Nach seinem Wechsel im Alter von 15 Jahren spielte er zunächst einige Zeit für die Jugendmannschaft der „Wolves“, bevor er nach einer sehr erfolgreichen Jugendspielzeit 1996/97 (aber nur zwei Einsätzen in der Reservemannschaft) am 9. August 1997 ein umjubeltes Debüt in der zweiten Liga gab, als er beim 2:0-Sieg über Norwich City auf Anhieb beide Treffer erzielte. Insgesamt gelangen ihm in seiner Premierensaison 1997/98 elf Ligatore, wobei er zumeist etwas zurückgezogen hinter den beiden Sturmspitzen agierte. Zwar verlor er in der Schlussphase der Saison nach einigen Partien auf der rechten Außenbahn seinen Stammplatz, aber seine Darbietungen brachten ihm die Nominierung in die Zweitligamannschaft des Jahres („PFA Team of the Year“) ein.
In der Folgespielzeit 1998/99 schoss Keane 16 Pflichtspieltore und obwohl er zwei längere Verletzungspausen im Herbst 1998 (mit sieben verpassten Partien und anschließend kurzzeitiger „Degradierung“ auf die Ersatzbank) und ab März 1999 durchlief, war er der treffsicherste Spieler seiner Mannschaft – die Abwesenheit aufgrund der Abstellung für die U-20-Weltmeisterschaft in Nigeria konnte zudem nur unzureichend im Verein kompensiert werden. Mit seiner Treffsicherheit wurde er auch für andere Vereine attraktiv und für sechs Millionen britische Pfund wechselte Keane nach dem zweiten Spieltag in die Premier League zu Coventry City. Dies war der bis dato teuerste Transfer eines britischen oder irischen Teenagers, wobei zuvor Aston Villa der aussichtsreichste Interessent gewesen war, der dann aber den ausgeschriebenen Preis nicht zahlen wollte – dazu hatten sich vergebliche Offerten des FC Middlesbrough gesellt.

### Sportlicher Durchbruch: Coventry, Mailand und Leeds (1999–2002)
Wie schon in Wolverhampton schoss Keane auch für Coventry bei seinem Einstand zwei Tore. Mit insgesamt elf Toren in den ersten 21 Partien an der Seite von vier verschiedenen Sturmpartnern fügte er sich auf höchstem Niveau im englischen Fußball gut ein und bereits im August 1999 zeichnete ihn die Premier League zum Fußballer des Monats aus. Sein persönlicher Höhepunkt war Weihnachten 1999, als er gegen den FC Arsenal einen trickreichen Siegtreffer erzielte und dabei Tony Adams und David Seaman düpierte. Zwar ließen seine Darbietungen in der Rückrunde (auch verletzungsbedingt) ein wenig nach, dessen ungeachtet belegte er nach Saisonende bei der Wahl zu Englands Fußballer des Jahres in der Jungprofi-Kategorie den zweiten Platz.
Im Sommer 2000 wurde er dann von Marcello Lippi zu Inter Mailand geholt. Am 30. Juli 2000 unterschrieb er bei Inter einen Fünfjahresvertrag, der Coventry 13 Millionen Pfund in die Kasse spülte. Allerdings war seine Zeit in Mailand wenig erfolgreich. Nachdem Lippi bald nach Keanes Ankunft den Trainerstuhl räumen musste, kam der Ire in der Sturmformation, die üblicherweise mit Ronaldo und Christian Vieri antrat, unter dem neuen Coach Marco Tardelli nur zu sechs Ligaeinsätzen. Bereits im Dezember 2000 wurde Keane deshalb an Leeds United ausgeliehen.
In Leeds fügte er sich schnell ein, schoss bei seiner ersten Partie von Beginn an gegen Middlesbrough das erste Tor für Leeds und ließ in den sieben Begegnungen danach fünf weitere Tore folgen – darunter per Fallrückzieher gegen seinen Ex-Klub aus Coventry. Problematisch war, dass er für Spiele der Champions League der laufenden Saison gesperrt war und häufig mit Alan Smith um den Stammplatz im Angriff an der Seite von Mark Viduka zu kämpfen hatte. Dennoch hinterließ er in der Leihperiode mit seinen technischen Fertigkeiten, der hohen Laufbereitschaft und allgemein uneigennützigen Spielweise einen guten Eindruck und so verpflichtete ihn Leeds im Mai 2001 für zwölf Millionen Pfund. Die Saison 2001/02 war für Keane mit gerade einmal drei Ligatoren weniger erfolgreich. Seine besten Leistungen zeigte er zumeist in Pokalwettbewerben, darunter ein Hattrick gegen Leicester City sowie drei Treffer im UEFA-Pokal gegen Marítimo Funchal, ES Troyes AC und Grasshoppers Zürich. Als Leeds im November 2001 mit Robbie Fowler einen neuen Stürmer hinzukaufte, verblieb Keane zumeist nur noch die Rolle des Einwechselspielers. Auch zu Beginn der anschließenden Saison 2002/03 verbesserte sich seine Perspektive nicht – obwohl bei der Weltmeisterschaft 2002 zu einem der „Stars“ gehörend – und so wechselte er Ende August 2002 für sieben Millionen Pfund zu Tottenham Hotspur nach London.

### Ende der „Heimatsuche“ mit Unterbrechungen: Tottenham Hotspur (2002–2011)

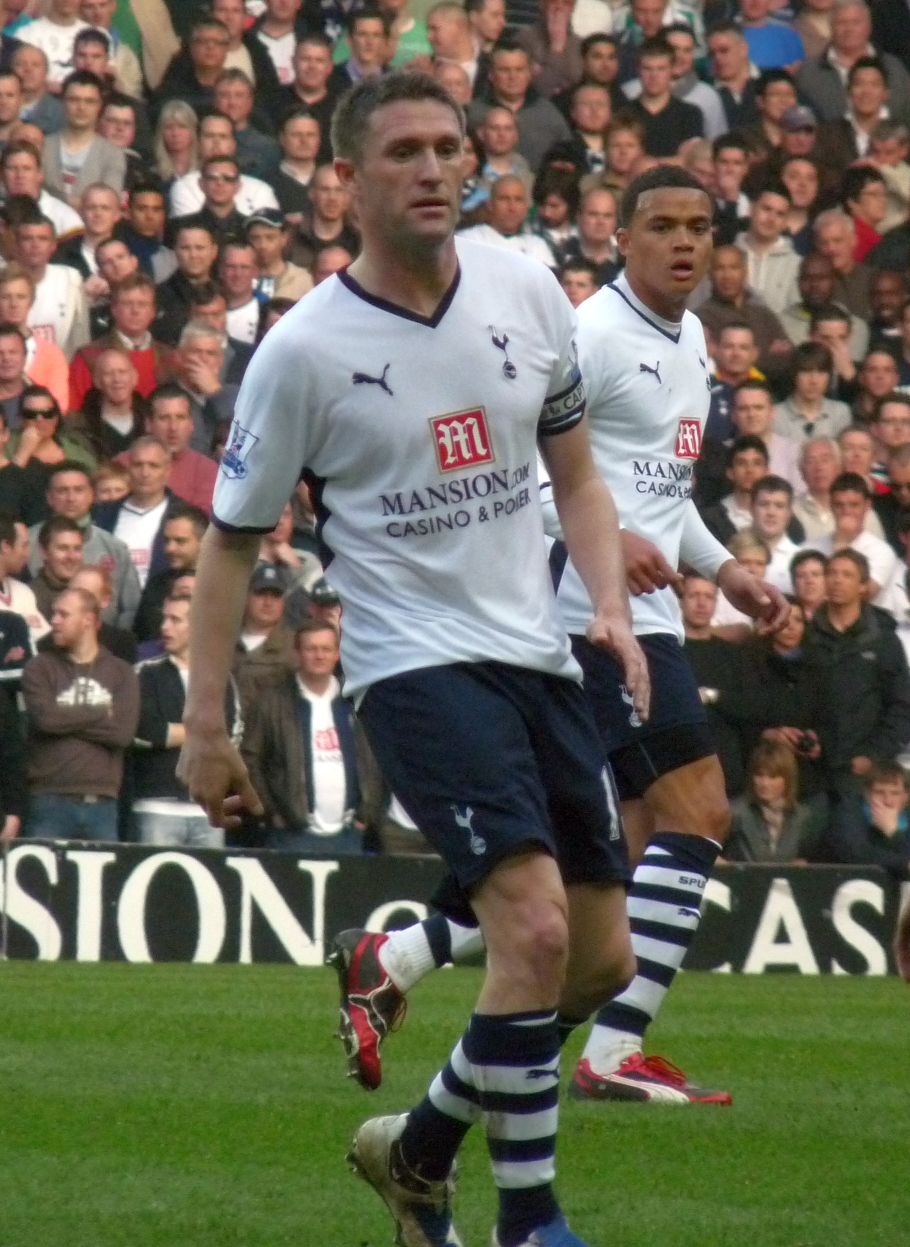
Robbie Keane im Trikot der Spurs

Als bedeutendster Transfer von Tottenham unter Glenn Hoddle in der Saison 2002/03 dauerte es nicht lange, bis sich Keane in der neuen Mannschaft etablierte und zum Ende der Spielzeit war er mit dreizehn Ligatreffern bester Torschütze der „Spurs“ – die beste Leistung zeigte er per Hattrick gegen den FC Everton. Dabei fand seine Stärke, die neben einer schnellen Handlungsfähigkeit vor dem gegnerischen Tor vor allem darin lag, dass er sich durch häufigen Rückzug ins Mittelfeld am Spielaufbau beteiligte, wieder bessere Verwendung. Zwar hatte er zu Beginn der Saison 2003/04 unter Verletzungen sowie einer Torflaute zu leiden, aber seine Darbietungen stabilisierten sich im Fortlauf. Maßgeblich dafür verantwortlich war auch die Ankunft des neuen Sturmpartners Jermain Defoe; dazu sorgte der groß gewachsene Frédéric Kanouté für weitere Optionen im Angriffsspiel. Keane hielt dem zunehmenden Konkurrenzkampf, der zur Mitte der Spielzeit 2004/05 durch den ägyptischen Neuzugang Mido noch angeheizt wurde, auch fortan stand, wobei er in der Rückrunde anstelle des plötzlich wenig treffsicheren Defoe die eigene Torquote signifikant steigerte. Im Gegensatz zu seinen vorherigen Stationen wurde Keane nun vor allem aufgrund seiner Beständigkeit geschätzt und in seinem mittlerweile vierten Jahr avancierte der Publikumsliebling mit 16 Premier-League-Toren zum dritten Mal zu Tottenhams Toptorjäger. Als im Sommer 2006 der bulgarische Nationalspieler Dimitar Berbatow zum Verein stieß, dauerte es zunächst einige Zeit, bis sich die neue Offensivformation eingespielt hatte, aber nach nur zwei Toren in den ersten elf Partien und kurzzeitigen Verletzungssorgen im Dezember 2006 beendete Keane die Spielzeit mit 17 Treffern aus den letzten 22 Pflichtbegegnungen. Zusätzlich vertrat er öfters den etatmäßigen Kapitän Ledley King. In seiner vorerst letzten Saison 2007/08 für die Nordlondoner war er gemeinsam mit Berbatow erneut treffsicherster Spielers seines Klubs, obwohl er nach der Verpflichtung von Darren Bent häufig nur im Mittelfeld zum Einsatz kam. In der Partie gegen den AFC Sunderland schoss er am 19. Januar 2008 das 100. Pflichtspieltor für Tottenham. Dazu verabschiedete er sich 2008 mit dem Gewinn des Ligapokals, nachdem er mit seinen Mannen im Finale den FC Chelsea mit 2:1 bezwungen hatte. Dort war er in der Verlängerung gut 20 Minuten vor Schluss für den defensiveren Younès Kaboul ausgewechselt worden. Als „Leitwolf“ und Tottenhams dreimaliger Spieler des Jahres empfahl er sich nachhaltig für englische Spitzenklubs und so sicherte sich der damalige englische Rekordmeister FC Liverpool Ende Juli 2008 für nicht weniger als 20,3 Millionen Pfund Keanes Dienste – obwohl dieser zuvor noch seinen Vertrag in London bis 2012 verlängert hatte.
Mit der Unterzeichnung eines Vierjahresvertrags bei den „Reds“ erfüllte sich Keane einen Kindheitstraum, aber die Hoffnungen auf eine ertragreiche Sturmpartnerschaft mit Fernando Torres erfüllten sich nicht. Zunächst musste der Ire bis zum 1. Oktober 2008 anlässlich des 3:1-Siegs in der Champions League gegen die PSV Eindhoven auf den ersten Pflichtspieltreffer warten – dies war gleichzeitig Keanes erstes Tor in der Champions League überhaupt. In der heimischen Liga war er erst im November 2008 erfolgreich, als er zwei Tore zum Sieg gegen West Bromwich Albion beisteuerte. Fortan stabilisierten sich seine Leistungen etwas, aber Trainer Rafael Benítez berücksichtigte ihn dessen ungeachtet weniger. Bei seinen 24 Pflichtpartien für Liverpool wechselte Benítez Keane 17 Mal aus und als Ersatzspieler blieb er gelegentlich auch dann auf der Bank, wenn die Mannschaft dringend ein Tor benötigte. Nach einem Monat zahlreicher Spekulationen bezüglich einer Rückkehr nach Tottenham, wurde diese kurz vor Ende der Transferperiode am 2. Februar 2009 für eine Ablösesumme von zwölf Millionen Pfund realisiert. Keane selbst kommentierte das frühzeitige Scheitern in Liverpool, „dass er den Wechsel nie bereut habe, aber er sei mit dem Trainer Rafael Benítez nicht zurechtgekommen“.
Nach seiner Rückkehr übernahm Keane sofort für den dauerverletzten King die Rolle des Mannschaftskapitäns und bei den ersten sechs Auftritten für die zwischenzeitlich in Abstiegsgefahr geratenen „Spurs“ blieb die Mannschaft unter dem neuen Trainer Harry Redknapp ungeschlagen – am Ende platzierte sich das Team noch in der oberen Tabellenhälfte und Keane hatte dazu in vierzehn Ligapartien fünf Tore beigetragen. In der Saison 2009/10 schoss Keane neun Tore in 25 Pflichtspielen, wobei er angesichts seiner vier Tore beim 5:0-Sieg gegen den FC Burnley hinsichtlich seiner Torquote unterdurchschnittlich blieb – wenngleich berücksichtigend, dass er häufig zurückgezogen im linken Mittelfeld agierte. Am 1. Februar 2010 erlaubte Tottenhams Vereinsführung Keanes Wechsel auf Leihbasis bis zum Ende der laufenden Spielzeit zu Celtic Glasgow. Dort entwickelte er sich mit zwölf Toren in sechzehn Ligaspielen schnell zum Publikumsliebling, aber nach Ablauf der Ausleihfrist ging es für ihn zurück zu den Spurs.
Einen ähnlichen Verlauf nahm die Saison 2010/11 für Keane, als er in der Hinrunde zunächst bei Tottenham agierte (dort jedoch ohne jeglichen Torerfolg blieb) und dann Ende Januar 2011 für den Rest der Spielzeit zum Ligakonkurrenten West Ham United ausgeliehen wurde. Für die „Hammers“ kam Keane neun Mal in der Premier League zum Zuge (dabei stand er jedoch nur fünfmal in der Startelf). Am Ende stieg das Team in die Zweitklassigkeit ab und Keane kehrte nach Tottenham zurück.

### Wechsel nach Nordamerika und Karriereausklang

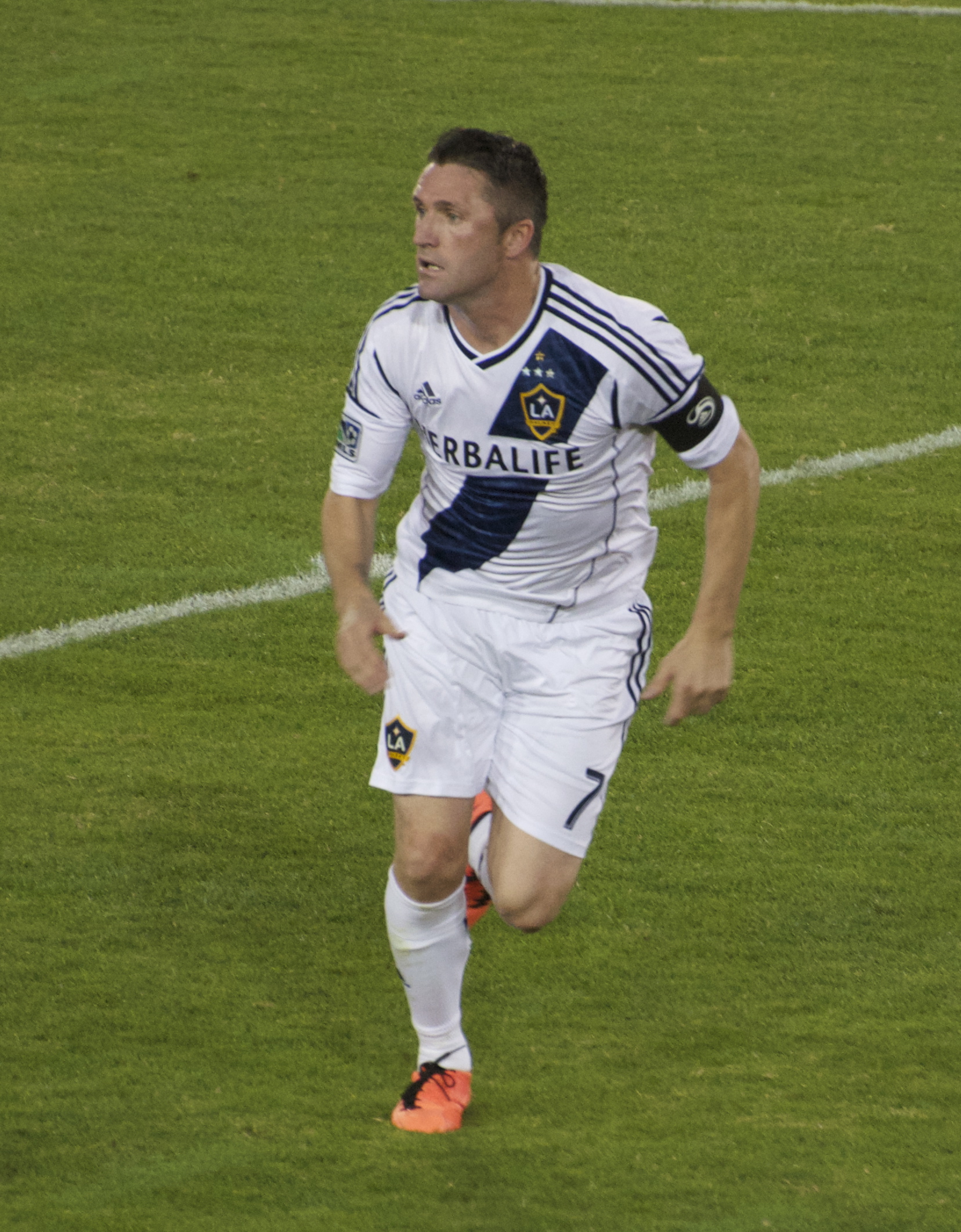
Robbie Keane als Spieler der LA Galaxy (2013).

Im August 2011 verpflichtete die LA Galaxy Keane, wobei dieser neben David Beckham und Landon Donovan einen der drei reservierten Plätze für Spieler oberhalb der Höchstlohngrenze belegte (Juan Pablo Ángel hatte für Keane weichen müssen und war zuvor an CD Chivas USA verkauft worden). Bei seinem Einstand für LA Galaxy schoss Keane gegen die San José Earthquakes nach gut 20 Minuten das erste Tor und am Ende der ersten Saison 2011 gewann er den MLS Cup. Im Finale gegen Houston Dynamo bereitete er Donovans 1:0-Siegtreffer vor und auch im Jahr darauf war er maßgeblich an der Titelverteidigung beteiligt, als er das Finale gegen denselben Gegner per Elfmeter zum 3:1 in der Nachspielzeit endgültig entschied. Zwischen diesen beiden Trophäen war Keane auf Leihbasis zurück in England bis zu Beginn der 2012er Saison in Nordamerika im März 2012 bei Aston Villa beschäftigt. Nach einem Einsatz als Einwechselspieler trug er dort bei seinem Startelfdebüt zwei Tore zum 3:2-Erfolg gegen die Wolverhampton Wanderers bei. Ein drittes und letztes Tor schoss er gegen Newcastle United (1:2).
Während Donovans Fehlen zu Beginn der 2013er Saison beförderte ihn Trainer Bruce Arena in Los Angeles zum Mannschaftskapitän. Seine letzten Spiele absolvierte er für Atlético de Kolkata in der Indian Super League. Im November 2018 gab er seinen Rücktritt nach 23 Jahren als Profi als Spieler bekannt.

## Nationalmannschaftskarriere
Keane spielte in verschiedenen irischen Jugendauswahlmannschaften. Mit der U-18-Auswahl des Landes nahm er an der Europameisterschaft 1998 in Zypern teil und konnte dieses Turnier durch ein 4:3 nach Elfmeterschießen gegen die Auswahl Deutschlands gewinnen. Dies war der erste einzige Titelgewinn der Iren bei einer U-18-Europameisterschaft.
Sein erstes A-Länderspiel für Irland bestritt er am 25. März 1998 gegen Tschechien. Das erste Länderspieltor gelang ihm gegen Malta am 14. Oktober 1998. Seit dem Qualifikationsspiel zur WM 2006 gegen die Färöer am 13. Oktober 2004 ist Keane nationaler Rekordtorschütze. Er brach den bis dahin von Niall Quinn aufgestellten Rekord von 21 Toren. Im Jahr 2006 ernannte ihn der damalige Nationaltrainer Steve Staunton zum Kapitän der Nationalmannschaft. Auch unter dem neuen Coach Giovanni Trapattoni bekleidet Keane dieses Amt.
Mit der irischen Nationalmannschaft nahm Keane an der Weltmeisterschaft 2002 in Japan und Südkorea teil. Sein erster Treffer in diesem Turnier gelang ihm im zweiten Gruppenspiel gegen die deutsche Nationalmannschaft, als Keane in der Nachspielzeit der Ausgleich zum 1:1 gelang. Durch ein weiteres Unentschieden gegen Kamerun und einen 3:0-Erfolg gegen Saudi-Arabien, bei dem Keane das Tor zum 1:0 erzielte, überstand Irland die Gruppenphase und zog in das Achtelfinale gegen Spanien ein. Auch in diesem Spiel war Keane spät erfolgreich und verwandelte in der Nachspielzeit einen Elfmeter. Trotzdem verloren die Iren die Partie nach Elfmeterschießen und schieden aus dem Turnier aus. Mit der Nationalmannschaft bestritt Keane auch die Qualifikationen zur Europameisterschaft 2000 und 2004, Weltmeisterschaft 2006 und Europameisterschaft 2008, verpasste es allerdings jeweils sich für die Endrunde zu qualifizieren. Die Iren scheiterten auch in der Qualifikation zur Weltmeisterschaft 2010 in der Relegation gegen Frankreich durch ein umstrittenes Tor. Keane qualifizierte sich mit der Nationalmannschaft jedoch für die Europameisterschaft 2012, schied dort aber nach der Gruppenphase aus.
Am 11. August 2010 kam er gegen Argentinien zu seinem 100. Länderspieleinsatz. Am 4. Juni 2011 gelang ihm in der achten Minute des EM-Qualifikationsspiels in Skopje gegen Mazedonien sein 50. Länderspieltor. Sein 51. Treffer folgte nur kurz darauf zum 2:0-Endstand in der 37. Minute. Zwei weitere Tore erzielte er im Playoff-Spiel der EM-Qualifikation gegen Estland. Am 29. Februar 2012 führte er beim Freundschaftsspiel gegen Tschechien die irische Auswahl zum 50. Mal als Kapitän auf das Feld. Er ist damit irischer Rekordspielführer. Im Testspiel gegen die Auswahl Georgiens (4:0) am 2. Juni 2013, bei dem ihm auch zwei Tore gelangen, schloss er zum irischen Rekordnationalspieler Shay Given mit 125 Länderspielen auf. Seit dem WM-Qualifikationsspiel am 7. Juni 2013, beim 3:0-Sieg gegen die Auswahl Färöers, bei dem Keane für alle drei Tore sorgte, ist er irischer Rekordnationalspieler.
Nach dem Rücktritt von Miroslav Klose war Keane bis zu seinem eigenen Karriereende mit 67 Länderspieltoren der Spieler mit den meisten Länderspieltoren, der noch aktiv war.
Bei der Fußball-Europameisterschaft 2016 in Frankreich wurde er mit 35 Jahren als ältester Feldspieler seines Teams in das Aufgebot Irlands aufgenommen. In der ersten Partie gegen Schweden wurde er in der Schlussviertelstunde eingewechselt, nachdem kurz zuvor der 1:1-Ausgleich für die Skandinavier gefallen war. Auch gegen Belgien kam er noch einmal in der Endphase ins Spiel, die letzten beiden Spiele bis zum Ausscheiden im Achtelfinale blieb er aber auf der Bank.
Am 24. August 2016 kündigte er seinen Rücktritt aus der Nationalmannschaft an. In seinem 146. und letzten Länderspiel gegen den Oman am 31. August 2016 erzielte er mit dem Treffer zum 2:0 sein 68. Tor für die Nationalmannschaft. Das Spiel endete 4:0.

## Trainerkarriere
Im März 2018 wurde Robbie Keane nach der Entlassung von Ashley Westwood Spielertrainer bei Atlético de Kolkata. Doch verließ er den Club am Ende der Saison.
Nach seinem Karriereende als aktiver Spieler wechselte Keane im November 2018 in den Trainerstab der irischen Nationalmannschaft und wurde Assistent von Mick McCarthy. Im Juni 2023 begann er als Trainer bei Maccabi Tel Aviv, wo er erst auch Erfolg hatte, doch trat er von seinem Amt im Juli 2024 zurück. Anfang Januar 2025 übernahm Keane den Trainerposten beim ungarischen Rekordmeister Ferencváros Budapest.

## Sonstiges
Am 7. Juni 2008 heiratete Keane in Ballybrack seine langjährige Lebensgefährtin, die ehemalige Teilnehmerin an der Wahl zur Miss Irland, Claudine Palmer.

## Titel/Auszeichnungen
Vereinstitel
- MLS Cup (2): 2011[49], 2012
- MLS Supporters’ Shield (1): 2011
- Englischer Ligapokal (1): 2008

Titel mit irischen Auswahlmannschaften
- Nations Cup: 2011
- U-18-Europameisterschaft: 1998

Persönliche Ehrungen
- Irischer Nationalspieler des Jahres (1): 2010
- Irischer Nationalspieler des Jahres (Juniorenwahl) (2): 1998, 1999
- Englands Fußballer des Monats (3): August 1999, Januar 2001, April 2007[50]
- PFA Team of the Year (1): 1997/98 (First Division)
- Schottlands Fußballer des Monats (1): März 2010
- MLS Best XI (3): 2012, 2013, 2014
- MLS MVP (Landon Donovan MVP Award seit 2015) (1): 2014

## Saisonstatistik
| Verein                  | Liga            | Saison          | Liga   | Liga | Nat. Pokal | Nat. Pokal | Ligapokal | Ligapokal | Europapokal | Europapokal | Andere | Andere | Gesamt | Gesamt |
| Verein                  | Liga            | Saison          | Spiele | Tore | Spiele     | Tore       | Spiele    | Tore      | Spiele      | Tore        | Spiele | Tore   | Spiele | Tore   |
| ----------------------- | --------------- | --------------- | ------ | ---- | ---------- | ---------- | --------- | --------- | ----------- | ----------- | ------ | ------ | ------ | ------ |
| Wolverhampton Wanderers | First Division  | 1997/98         | 38     | 11   | 3          | 0          | 4         | 0         | -           | -           | -      | -      | 45     | 11     |
| Wolverhampton Wanderers | First Division  | 1998/99         | 33     | 11   | 2          | 2          | 4         | 3         | -           | -           | -      | -      | 39     | 16     |
| Wolverhampton Wanderers | First Division  | 1999/00         | 2      | 2    | -          | -          | -         | -         | -           | -           | -      | -      | 2      | 2      |
| Gesamt                  | Gesamt          | Gesamt          | 73     | 24   | 5          | 2          | 8         | 3         | -           | -           | -      | -      | 86     | 29     |
| Coventry City           | Premier League  | 1999/00         | 31     | 12   | 3          | 0          | -         | -         | -           | -           | -      | -      | 34     | 12     |
| Gesamt                  | Gesamt          | Gesamt          | 31     | 12   | 3          | 0          | -         | -         | -           | -           | -      | -      | 34     | 12     |
| Inter Mailand           | Serie A         | 2000/01         | 6      | 0    | 3          | 1          | -         | -         | 4           | 1           | 1      | 1      | 14     | 3      |
| Gesamt                  | Gesamt          | Gesamt          | 6      | 0    | 3          | 1          | -         | -         | 4           | 1           | 1      | 1      | 14     | 3      |
| Leeds United            | Premier League  | 2000/01         | 18     | 9    | 2          | 0          | -         | -         | -           | -           | -      | -      | 20     | 9      |
| Leeds United            | Premier League  | 2001/02         | 25     | 3    | -          | -          | 2         | 3         | 6           | 3           | -      | -      | 33     | 9      |
| Leeds United            | Premier League  | 2002/03         | 3      | 1    | -          | -          | -         | -         | -           | -           | -      | -      | 3      | 1      |
| Gesamt                  | Gesamt          | Gesamt          | 46     | 13   | 2          | 0          | 2         | 3         | 6           | 3           | -      | -      | 56     | 19     |
| Tottenham Hotspur       | Premier League  | 2002/03         | 29     | 13   | 1          | 0          | 2         | 0         | -           | -           | -      | -      | 32     | 13     |
| Tottenham Hotspur       | Premier League  | 2003/04         | 34     | 14   | 3          | 1          | 4         | 1         | -           | -           | -      | -      | 41     | 16     |
| Tottenham Hotspur       | Premier League  | 2004/05         | 35     | 11   | 6          | 3          | 4         | 3         | -           | -           | -      | -      | 45     | 17     |
| Tottenham Hotspur       | Premier League  | 2005/06         | 36     | 16   | 1          | 0          | 1         | 0         | -           | -           | -      | -      | 38     | 16     |
| Tottenham Hotspur       | Premier League  | 2006/07         | 27     | 11   | 5          | 5          | 3         | 1         | 9           | 5           | -      | -      | 44     | 22     |
| Tottenham Hotspur       | Premier League  | 2007/08         | 36     | 15   | 3          | 2          | 5         | 2         | 10          | 4           | -      | -      | 54     | 23     |
| Gesamt                  | Gesamt          | Gesamt          | 197    | 80   | 19         | 11         | 19        | 7         | 19          | 9           | -      | -      | 254    | 107    |
| FC Liverpool            | Premier League  | 2008/09         | 19     | 5    | 1          | 0          | 1         | 0         | 7           | 2           | -      | -      | 28     | 7      |
| Gesamt                  | Gesamt          | Gesamt          | 19     | 5    | 1          | 0          | 1         | 0         | 7           | 2           | -      | -      | 28     | 7      |
| Tottenham Hotspur       | Premier League  | 2008/09         | 14     | 5    | -          | -          | -         | -         | -           | -           | -      | -      | 14     | 5      |
| Tottenham Hotspur       | Premier League  | 2009/10         | 20     | 6    | 2          | 1          | 3         | 2         | -           | -           | -      | -      | 25     | 9      |
| Gesamt                  | Gesamt          | Gesamt          | 34     | 11   | 2          | 1          | 3         | 2         | -           | -           | -      | -      | 39     | 14     |
| Celtic Glasgow          | SPL             | 2009/10         | 16     | 12   | 3          | 4          | -         | -         | -           | -           | -      | -      | 19     | 16     |
| Gesamt                  | Gesamt          | Gesamt          | 16     | 12   | 3          | 4          | -         | -         | -           | -           | -      | -      | 19     | 16     |
| Tottenham Hotspur       | Premier League  | 2010/11         | 7      | 0    | -          | -          | 1         | 1         | 2           | 0           | -      | -      | 10     | 1      |
| Gesamt                  | Gesamt          | Gesamt          | 7      | 0    | -          | -          | 1         | 1         | 2           | 0           | -      | -      | 10     | 1      |
| West Ham United         | Premier League  | 2010/11         | 9      | 2    | 1          | 0          | -         | -         | -           | -           | -      | -      | 10     | 2      |
| Gesamt                  | Gesamt          | Gesamt          | 9      | 2    | 1          | 0          | -         | -         | -           | -           | -      | -      | 10     | 2      |
| LA Galaxy               | MLS             | 2011            | 4      | 2    | -          | -          | -         | -         | 2           | 1           | 3      | 1      | 9      | 4      |
| Gesamt                  | Gesamt          | Gesamt          | 4      | 2    | -          | -          | -         | -         | 2           | 1           | 3      | 1      | 9      | 4      |
| Aston Villa             | Premier League  | 2011/12         | 6      | 3    | 1          | 0          | -         | -         | -           | -           | -      | -      | 7      | 3      |
| Gesamt                  | Gesamt          | Gesamt          | 6      | 3    | 1          | 0          | -         | -         | -           | -           | -      | -      | 7      | 3      |
| LA Galaxy               | MLS             | 2012            | 28     | 16   | -          | -          | -         | -         | 1           | 1           | 6      | 6      | 35     | 23     |
| LA Galaxy               | MLS             | 2013            | 23     | 16   | -          | -          | -         | -         | 8           | 3           | 2      | 0      | 33     | 19     |
| LA Galaxy               | MLS             | 2014            | 29     | 19   | 1          | 0          | -         | -         | 2           | 2           | 5      | 2      | 37     | 23     |
| LA Galaxy               | MLS             | 2015            | 24     | 20   | 2          | 3          | -         | -         | 1           | 2           | -      | -      | 27     | 25     |
| LA Galaxy               | MLS             | 2016            | 7      | 5    | -          | -          | -         | -         | 2           | 0           | -      | -      | 9      | 5      |
| Gesamt                  | Gesamt          | Gesamt          | 111    | 76   | 3          | 3          | -         | -         | 14          | 8           | 13     | 8      | 141    | 95     |
| Karriere Gesamt         | Karriere Gesamt | Karriere Gesamt | 559    | 240  | 43         | 22         | 34        | 16        | 54          | 24          | 17     | 10     | 714    | 312    |

Quelle: footballdatabase.eu (Stand: 4. Juli 2016)